# Adelognathus chelonus
Adelognathus chelonus là một loài tò vò trong họ Ichneumonidae.